# Операция «Ганнерсайд»
Операция «Ганнерсайд» (англ. Operation Gunnerside) — повторная попытка уничтожить производство тяжёлой воды на заводе в Веморке в Норвегии в 1943 году в ходе Второй мировой войны.

## Подготовка к повторной операции
Через несколько дней после неудачной операции под кодовым названием «Незнакомец» передовая группа получила радиограмму из Лондона. Руководитель группы Йенс-Антон Поульссон (норв. Jens-Anton Poulsson) и его люди были шокированы известием о гибели своих товарищей. 20 ноября 1942 года группе было приказано не выходить на связь несколько недель и ждать следующую команду смельчаков. В Лондоне руководитель норвежского отдела управления специальных операций сказал, что управление специальных операций готовится к повторной операции по уничтожению объекта в Веморке. Полковник Уилсон обратился к офицеру норвежского отдела лейтенанту Иоахиму Рённебергу, дав ему указания готовить операцию. Все отобранные Рённебергом были добровольцами из военнослужащих Королевской Норвежской армии: лейтенанты Кнут Хёугланн и Каспер Идланд, сержанты Фредрик Кайзер (норв. Fredrik Kayser), Ханс Стурхауг (норв. Hans Storhaug), Арне Хьельструп и Биргер Стрёмсхейм (норв. Birger Strømsheim). Все норвежские военнослужащие из состава управления специальных операций прошли общий курс подготовки пехотинца. Потом всю группу доставили в Лондон, где представители штаба уведомили их о важности выполнения предстоящей боевой задачи. Шестеро агентов были переведены в спецшколу № 17, все курсанты которой были отправлены в другие места.

## Ход операции
Профессор Лейф Тронстад (норв. Leif Tronstad), отправившись из Лондона в школу, где жили шестеро диверсантов, в последний раз проинструктировал их. 14 января 1943 года шестеро норвежцев взлетели на бомбардировщике «Галифакс». Высадились они успешно. Всю ночь они собирали контейнеры со сброшенным имуществом и стаскивали их в избу на берегу озера Скрикен (норв. Skrykken). 
17 февраля группа замаскировала в снегу всё своё снаряжение и, далее, всю ночь и весь день шла на юго-запад. Каждый нёс на себе по 30 кг груза. В районе озера Каллунжа агенты встретились с передовой группой. Все вместе они отправились на базу передовой группы к озеру Сандвати. Там они все вместе стали обсуждать, как будут совершать диверсию. Предстояло дважды преодолеть заснеженные вершины, после чего часть группы попытается уйти в Швецию, а остальные будут двигаться по направлению к плато Хардангервидда.
В субботу, 27 февраля, в восемь часов вечера, они приступили к завершающему этапу операции. До Веморка вся группа добиралась на лыжах. Около 10 часов вечера группа подобралась к Веморку. Диверсанты перешли вброд мелкую речку на дне ущелья и начали подъём по склону холма высотой 150 м, на выступе которого был построен завод.
После отдыха, около 00:30, время было начинать операцию. Арне Хьельструп ножницами прорезал цепочку на воротах и закрыл их за собой. Они вползли в здание. Установку зарядов закончили в час ночи. Ударная группа едва успела отбежать, как раздался взрыв. Цех высокой концентрации был полностью уничтожен.
Обе группы, ударная и прикрытия, начали отход вдоль железнодорожного пути. Диверсанты начали быстрый спуск на дно ущелья, далее взбирались по склону горы. Первым группу покинул Клаус Хельберг (норв. Claus Helberg): ему предстояло остаться и продолжить работу в Рьюкане. Остальные отправились в домик, откуда группа начала 400-километровый переход в Швецию.

## Отражение в культуре
Ход событий операции и общий контекст отражены в фильмах «Герои Телемарка» (1965), «Битва за тяжёлую воду» (Kampen om tungtvannet, 1948) и одноимённом мини-сериале (2015).
Операции посвящена песня Saboteurs группы Sabaton из альбома Coat of Arms 2010 года.
Также операция представлена в игре Medal of Honor 1999, протагонист Джеймс Паттерсон, выполняющий задание по подрыву завода.
В игре Hearts of Iron IV при захвате Германией Норвегии, для Великобритании открывается спецоперация по уничтожению производства тяжёлой воды.
Также в игре Battlefield V имеется отдельная глава, посвященная этой операции. Но действия в игре не соответствует реальности.